# إثيل كوبر
إثيل كوبر (بالإنجليزية: Ethel Cooper)‏ هي كاتبة يوميات أسترالية، ولدت في 25 ديسمبر 1871 في North Adelaide ‏ في أستراليا، وتوفيت في 25 مايو 1961 في Malvern, South Australia ‏ في أستراليا.